# 山东广播电视台
山东广播电视台（英語：Shandong Radio and Television），又称山东广电传媒集团有限公司，是山东省一家主要从事广播电视节目制作的特大型省属事业单位兼国有企业，亦是山东省最大的综合媒体集团和华北地区大型综合媒体集团之一。該企業旗下有門戶網站齊魯網。

## 服务

### 电视频道
山东广播电视台的电视服务源于1960年10月1日开播的山东电视台，现有12个电视频道。
| 頻道名稱             | 语言   | 广播格式                    | 啟播時間 | 频道前身                                                              | 備註 | 備註 |
| 山东卫视 SDTV-1      | 普通話 | SD: PAL 576i 16:9 HD: 1080i | 标清版： 1960年10月1日（启播） 1994年1月1日（上星） 高标清数模同播：2012年5月17日 高标清16:9同播：2016年10月19日 | 山东电视台第一套节目（主频道） 山东电视台新闻综合频道                 | |      |
| 齐鲁频道 SDTV-2      | 普通话 | SD: PAL 576i 16:9 HD: 1080i | 标清版：1995年1月1日 标清16:9：2017年5月10日 高标清16:9同播：2017年12月20日                                      | 山东电视台第二套节目 山东电视台教育频道 山东电视台经济频道 齐鲁电视台 | |      |
| 文旅频道 SDTV-3      | 普通話 | SD: PAL 576i 16:9 HD: 1080i | 标清版：1995年7月1日 标清16:9：2017年5月24日 高标清16:9同播：2018年12月18日                                      | 山东有线影视频道 山东广播电视台影视频道                               | 2021年5月1日改呼文旅频道 |      |
| 综艺频道 SDTV-4      | 普通話 | SD: PAL 576i 16:9 HD: 1080i | 标清版：1995年7月1日 标清16:9：2018年3月21日 高清信号开播：2018年12月12日                                        | 山东有线综艺频道                                                      | |      |
| 生活频道 SDTV-5      | 普通話 | SD: PAL 576i 16:9 HD: 1080i | 标清版：1995年7月1日 标清16:9：2017年5月24日 高清信号开播：2018年12月12日                                        | 山东有线新闻频道                                                      | |      |
| 体育休闲频道 SDTV-6  | 普通話 | SD: PAL 576i 16:9 HD: 1080i | 标清版：1995年7月1日 标清16:9：2017年9月27日 高清信号开播：2018年4月18日                                         | 山东有线体育频道 山东广播电视台体育频道                               | 2023年7月1日改呼体育休闲频道 |      |
| 农村科普频道 SDTV-7  | 普通話 | SD: PAL 576i 16:9           | 2002年4月20日 标清16:9：2019年5月8日                                                                             |                                                                       | 常使用简称“农科频道” |      |
| 新闻频道 SDTV-8      | 普通話 | SD: PAL 576i 16:9 HD: 1080i | 标清版：2002年7月1日 标清16:9：2017年9月27日 高清信号开播：2018年6月27日                                         | 山东电视台公共·新闻频道 山东广播电视台公共频道                        | 2021年1月17日改呼新闻频道 |      |
| 少儿频道 SDTV-9      | 普通話 | SD: PAL 576i 4:3            | 2005年9月15日 |                                                                       | |      |
| 居家购物频道 SDTV-11 | 普通話 | SD: PAL 576i 16:9           | 2007年7月1日 |                                                                       | 2016年改名“乐拍购物频道”，但频道台呼未获广电总局批准更名故电视荧屏台标依然叫“居家购物”。 |      |
| 导视频道             | 普通話 | SD: PAL 576i 4:3            | 2017年 |                                                                       | 该频道仅挂靠山东广播电视台申办，实际由山东有线主办，仅限无线地面波传送，通常与CCTV-17等四套节目複用传输 起初为独立台标，于2018年1月23日更换为山东广播电视台台标，起初与山东广播电视台地面频道一致，1月24日再次调整台标，为白色底部嵌入山东台台标和黄色的“导视”字样 |      |
| 收藏天下频道         | 普通話 | SD: PAL 576i 4:3            | 2003年11月1日 |                                                                       | 该频道仅挂靠山东广播电视台申办，实际由中广视网新媒体文化 (北京) 有限责任公司主办，北广传媒（北京广播电视台旗下）负责播出 覆盖全国的数字付费频道 |      |

注：
山东省亦有另一家电视媒体，即山东教育电视台（SDETV）完全不归山东广播电视台负责，归山东省教育厅主体负责，是山东省两个上星频道之一。
目前，山东卫视新闻资讯节目的生产以及新闻频道（原公共频道）、体育频道的节目生产、编排和播出由山东广播电视台融媒体资讯中心（前称“新闻与公共事务部”）统一负责；生活频道、农科频道的节目生产、编排和播出由山东广播电视台电视生活农科管理运营中心统一负责；少儿频道的大型活动及节目运营由齐鲁频道负责；其他频道则实行频道制，由各频道自行负责节目生产、编排和播出，各频道的新闻录影厂整体设计与融媒体资讯中心的录影厂相似。山东广播电视台旗下各频道各档新闻节目中的时政、经济新闻部分和自社融媒体中心（即山东卫视和新闻频道）共用新闻资源（新闻片均采用融媒体中心统一配音版本，且没有水印），而民生、社会新闻部分则使用各频道独立的新闻资源。

#### 停播频道
- 养生频道
- 读书频道
- 齐鲁剧场频道
- 欢乐童年频道
- 国际频道（SDTV-10）

### 广播频率
山东广播电视台的广播服务源于1948年11月8日开播的济南特别市新华广播电台，现有8个广播频率。
| 頻道名稱     | 语言   | 济南地区 落地频率 | 啟播時間                               | 频道前身                      | 備註 |
| 综合广播     | 普通話 | FM97.1 AM918      | 启播：1948年11月8日 更名：1993年3月1日 | 山东人民广播电台 山东新闻广播 |      |
| 经济广播     | 普通話 | FM96.0            | 1993年                                 |                               |      |
| 文艺广播     | 普通話 | FM97.5            | 1999年10月1日                          |                               |      |
| 经典音乐广播 | 普通話 | FM105.0           | 1999年1月1日                           | 山东生活广播                  |      |
| 交通广播     | 普通話 | FM101.1           | 1999年10月1日                          | 山东交通音乐之声              |      |
| 乡村广播     | 普通話 | FM91.9            | 2003年10月1日                          | 山东人民广播电台第六套节目    |      |
| 音乐广播     | 普通話 | FM99.1            | 2004年12月21日                         | 山东城市之音                  |      |
| 体育休闲广播 | 普通話 | FM102.1           | 2008年7月17日                          |                               |      |

## 争议
曾于2016年11月潍坊“纱布门”事件，由于山东生活频道《生活帮》和央视新闻频道《东方时空》栏目报道参差不齐，引起网友热议，后被网友曝出山东生活频道背后给“莆田系”医院广告宣传的所为。
2017年8月，山东广播电视台原副总编辑、山东生活频道《生活帮》栏目创始人王英，因涉嫌违规套取公款形成账外账，被中共山东省纪委给予开除党籍、公职，同时将其涉嫌犯罪问题、线索及所涉款物移送司法机关依法处理。